# Студенкіно
Студенкіно (рос. Студёнкино) — присілок у Коченевському районі Новосибірської області Російської Федерації.
Входить до складу муніципального утворення Новомихайловська сільрада. Населення становить 47 осіб (2010).

## Історія
Згідно із законом від 2 червня 2004 року органом місцевого самоврядування є Новомихайловська сільрада.

## Населення
| 2002 | 2007 | 2010 |
| ---- | ---- | ---- |
| 108  | ↘71  | ↘47  |